# Placówka Straży Granicznej II linii „Brodnica”
Placówka Straży Granicznej II linii „Brodnica” – jednostka organizacyjna Straży Granicznej pełniąca służbę wywiadowczą na granicy polsko-niemieckiej w okresie międzywojennym.

## Formowanie i zmiany organizacyjne
Rozporządzeniem Prezydenta Rzeczypospolitej Polskiej Ignacego Mościckiego z 22 marca 1928 roku, do ochrony północnej, zachodniej i południowej granicy państwa, a w szczególności do ich ochrony celnej, powoływano z dniem 2 kwietnia 1928 roku  Straż Graniczną.
Rozkazem nr 1 z 12 marca 1928 roku w sprawach organizacji Mazowieckiego Inspektoratu Okręgowego Naczelny Inspektor Straży Celnej gen. bryg. Stefan Pasławski określił strukturę organizacyjną komisariatu SG „Hartowiec”. Placówka Straży Granicznej II linii „Brodnica” znalazła się w jego strukturze.
Z dniem 1 lipca 1939 placówka Straży Granicznej II linii „Brodnica” przydzielona została do Obwodu Straży Granicznej „Brodnica”.